# Монциці
Монциці (пол. Mącice, нім. Montwitz) — село в Польщі, у гміні Хожеле Пшасниського повіту Мазовецького воєводства.
Населення — 255 осіб (2011).
У 1975-1998 роках село належало до Остроленцького воєводства.

## Демографія
Демографічна структура станом на 31 березня 2011 року:
|          | Загалом | Допрацездатний вік | Працездатний вік | Постпрацездатний вік |
| -------- | ------- | ------------------ | ---------------- | -------------------- |
| Чоловіки | 138     | 32                 | 97               | 9                    |
| Жінки    | 117     | 30                 | 64               | 23                   |
| Разом    | 255     | 62                 | 161              | 32                   |